# تان تهنه، دئن بین فو
تان تهنه، دئن بین فو (به لاتین: Tân Thanh, Điện Biên Phủ) یک منطقهٔ مسکونی در ویتنام است که در دین‌بین‌فو واقع شده‌است.